# Geopora

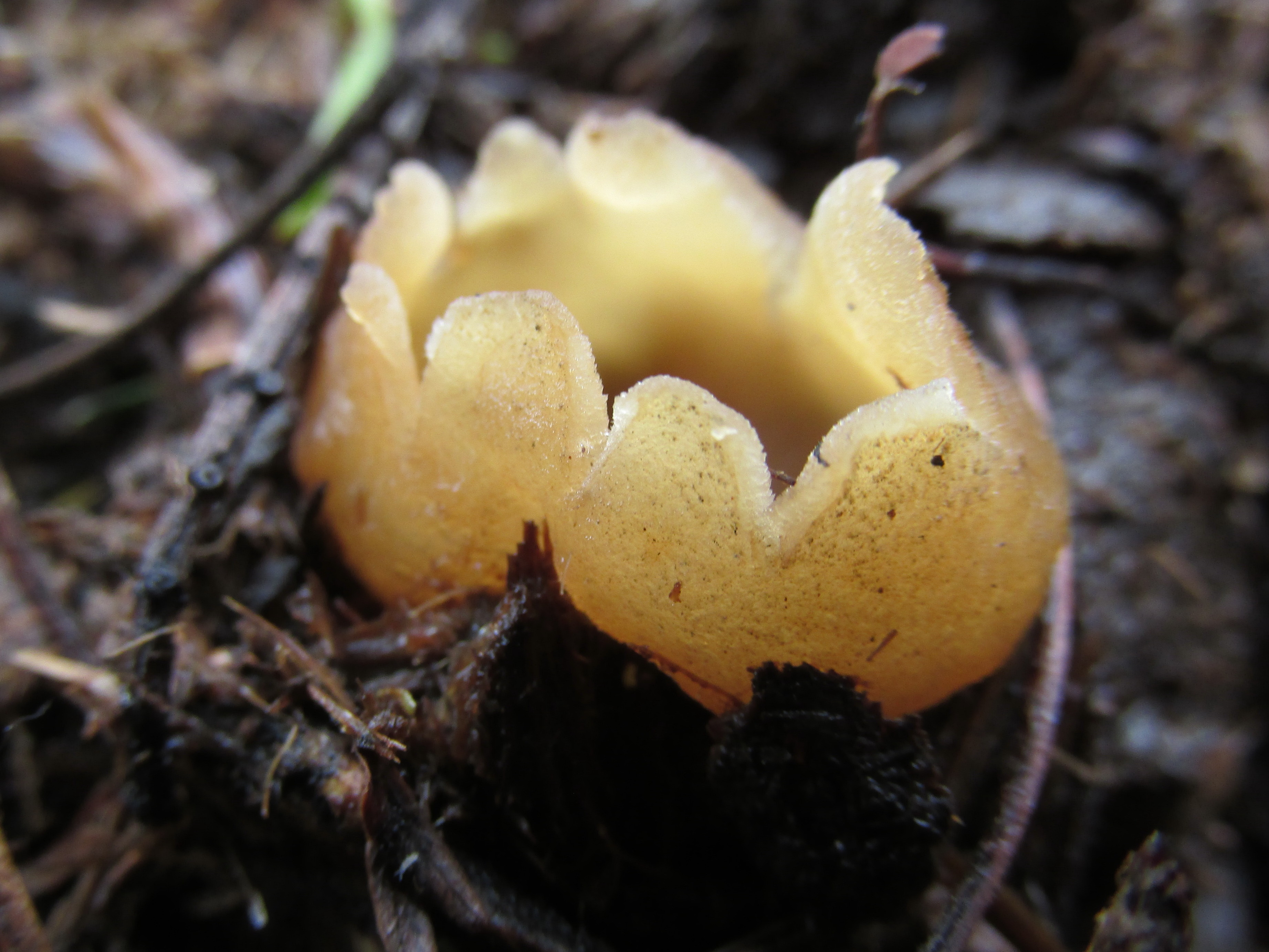

Geopora Harkn. (zagrzebka) – rodzaj grzybów, należących do typu workowców (Ascomycota).

## Systematyka i nazewnictwo
Pozycja w klasyfikacji według Index Fungorum: Pyronemataceae, Pezizales, Pezizomycetidae, Pezizomycetes, Pezizomycotina, Ascomycota, Fungi.
Synonim: Peziza subgen. Sepultaria Cooke, Pseudohydnotrya E. Fisch., Sepultaria (Cooke) P. Karst.

## Charakterystyka
Grzyby częściowo podziemne, saprotrofy rozwijające się w glebie na rozkładających się szczątkach drewna i ziół, prawdopodobnie także grzyby mykoryzowe
Tworzą dwa typy owocników; u niemal wszystkich są to apotecja (miseczki), tylko Geospora cooperi tworzy ptychotecjum. Apotecja mają średnicę 0,5–10 cm, początkowo zawsze są mniej lub bardziej kuliste, podziemne lub częściowo podziemne, zamknięte, pełne lub puste, a następnie wynurzają się z ziemi, stając się głęboko miseczkowatymi. Podczas wynurzania się z ziemi pękają nieregularnie. Sterylna powierzchnia zewnętrzna brązowa do szarobrązowej, pokryta włoskami. Hymenium znajduje się na powierzchni wewnętrznej. Worki głównie ośmiozarodnikowe, cylindryczne, wyrastające z pastorałek. Askospory w worku ułożone w jednym rzędzie, gładkie, szkliste, eliptyczne, eliptyczno-wrzecionowate do półkulistych, zawierające jedną lub dwie większe gutule i więcej mniejszych ułożonych wokół nich. Parafizy szkliste, często rozwidlone, na wierzchołkach rozszerzone. Miąższ dwu, lub trzywarstwowy, trzecia warstwa (subhymenium) jest mniej widoczna, warstwa rdzeniowa zbudowana ze splątanych strzępek, warstwa zewnętrzna zbudowana z komórek brązowawo pigmentowanych, ciemniejszych ku brzegom. Włoski długie, septowane, z tępymi końcami, gładkie lub lekko brodawkowate, szkliste lub żółtawobrązowawe do brązowawych.

## Gatunki występujące w Polsce
- Geopora arenicola (Lév.) Kers 1974
- Geopora arenosa (Fuckel) S. Ahmad 1978[4] – zagrzebka piaskowa
- Geopora cervina (Velen.) T. Schumach. 1979[5]
- Geopora foliacea (Schaeff.) S. Ahmad 1978[6]
- Geopora sepulta (Fr.) Korf & Burds. 1968 – zagrzebka pogrążona[4]
- Geopora tenuis (Fuckel) T. Schumach. 1979[7]

Nazwy naukowe na podstawie Index Fungorum. Nazwy polskie według M.A. Chmiel i innych.